# One Man's Trash
One Man's Trash es el álbum debut en solitario del músico y compositor estadounidense Trey Anastasio, más conocido por ser miembro de Phish, grabado en Fungus Factory y The Barn entre 1997 y 1998 entre los conciertos y grabaciones con Phish. Salió al mercado el 27 de octubre de 1998. Anastasio se encargó también del diseño de la portada.

## Lista de canciones
- Todas las canciones compuestas por Trey Anastasio.

1. "Happy Coffee Song" - 2:39
2. "Quantegy" - 2:59
3. "Mister Completely" - 2:41
4. "A Good Stalk" - 0:50
5. "That Dream Machine" - 1:30
6. "The Way I Feel" - 2:55
7. "Rofa Beton" - 2:40
8. "For Lew (My Bodyguard)" - 1:39
9. "At The Barbecue" - 2:01
10. "Tree Spine" - 0:50
11. "Here's Mud In Your Eye" - 1:11
12. "The Real Taste of Licorice" - 2:33
13. "And Your Little Dog Too" - 4:00
14. "Jump Rope (fast version)" - 0:36
15. "Jump Rope (slow version)" - 2:19
16. "Kidney Bean" - 0:33

## Personal
- Trey Anastasio - bajo, guitarra, batería, teclados, voz, letrista, productor
- Jonathan Fishman - sintetizadores, batería, teclados, voz, sonidos
- Gerrit Goliner - diseño
- Dave Grippo -	saxofón alto
- Jennifer Hartswick - trompeta
- James Harvey -	trombón
- Tom Marshall -	voz, sonidos
- Page McConnell - teclados, Fender Rhodes